# Polycykliska biopolymerer
Polycykliska biopolymerer är en grupp av biopolymerer som finns hos olika typer av eukaryoter. Lignin i kärlväxter är den bäst kända representanten, men det finns även polycykliska biopolymerer, melaniner, hos bland annat insekter och svampar. Det finns även andra polycykliska biopolymerer hos växter, som suberin.
Gruppen skiljer sig fundamentalt från proteiner, nukleotider, kolhydrater och lipider, och är den evolutionärt senast utvecklade av de stora grupperna av biomolekyler.